# Emery (Wisconsin)
Emery – miasto w Stanach Zjednoczonych, w stanie Wisconsin, w hrabstwie Price.